# شورای کبیر مغان

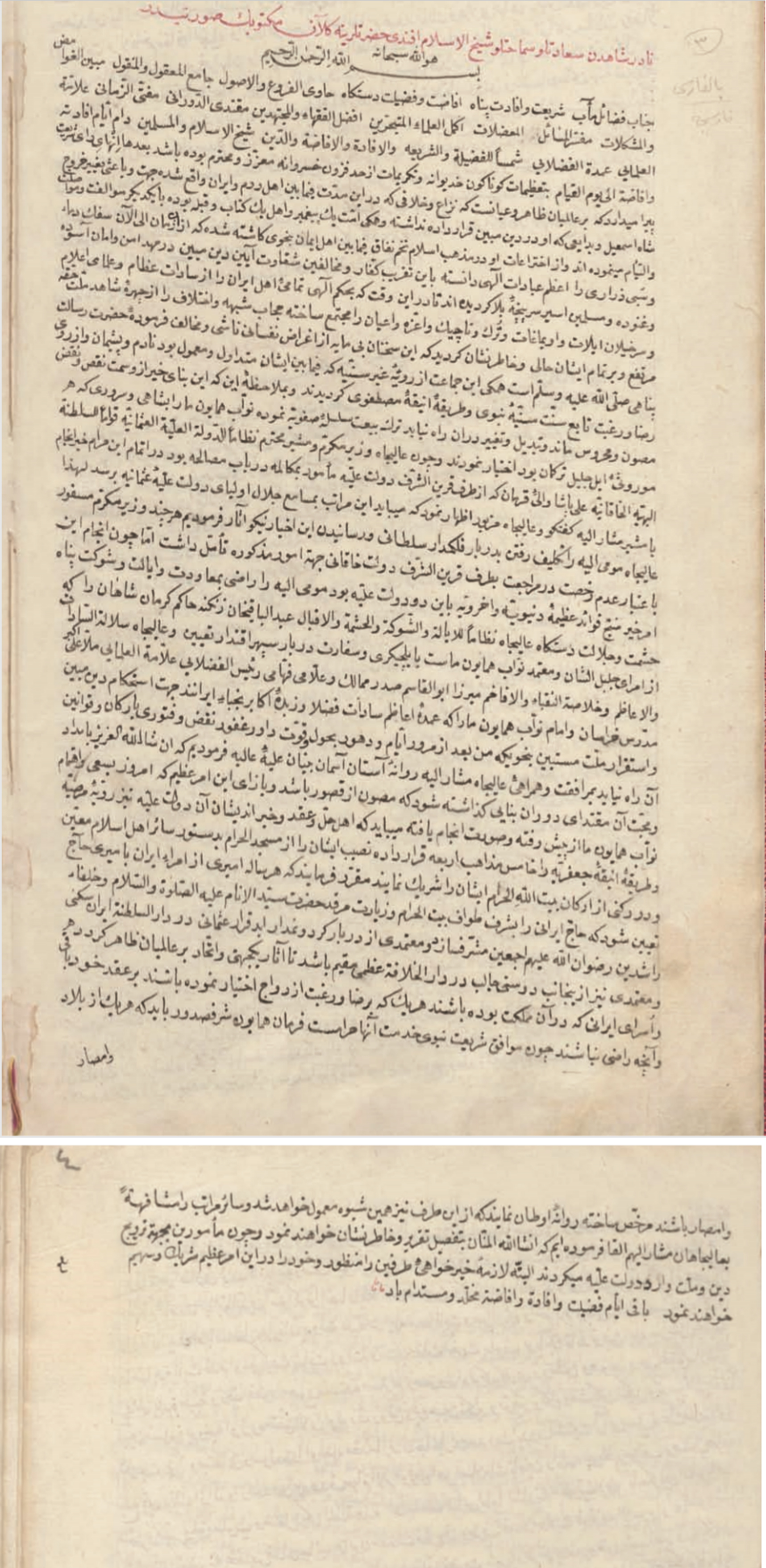
نامه ارسالی نادرشاه به محمود یکم، سلطان امپراتوری عثمانی مبنی بر اجتماع هیاتی متشکل از نمایندگان برجسته مردم ایران تُرک و تاچیک در دشت مغان برای پایان دادن به اختلاف دو ملت مسلمان؛ نواب همایونی (نادرشاه) را که به‌صورت موروثی از ایل جلیل ترکمان به شاهی برگزیده‌اند.

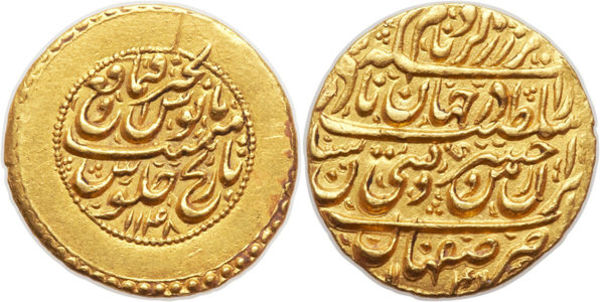
سکه اشرفی ضرب اصفهان به سال ۱۱۴۸ قمری (۱۷۳۶ م) و به مناسبت آغاز پادشاهی نادرشاه. برروی سکه عبارت «الخیر فیما وقع
تاریخ جلوس میمنت مانوس» و پشت سکه عبارت «سکه بر زر کرد نام سلطنت را در جهان نادر ایران زمین و خسرو گیتی ستان» قرار دارد.

شورای کبیر مغان در سال ۱۱۴۸ ه.ق. به‌دعوت نادر شاه و برای تصدیق سلطنت او، پس از پیروزی بر دشمنان خارجی و آرام ساختن اوضاع داخلی در محل تلاقی رودخانه‌های ارس و کر (موسوم به سوقویشان که اکنون در جمهوری آذربایجان است) منعقد گردید.
در این شورا نادر دربرابر بزرگان، حکمرانان و کدخدایان اعلام کرد که آنچه می‌بایست انجام داده است و تصمیم به کناره‌گیری از کارها و استراحت دارد. بزرگان کشور که می‌دانستند او مایل به سلطنت است به اتفاق آرا، وی را به سلطنت برگزیدند.
یکی از رجال دعوت شده به شورا، میرزا محمد رحیم شیخ‌الاسلام اصفهان بود که در مقابل معترضی که گفت: نادر باید از شاهزادگان باشد و او از خانواده اصیلی نیست و پدر او پوستین‌دوز بوده است، چنین استدلال می‌کند که: طبق آیات قرانی پیامبران، امامان و خلفا صاحب حرفه و شغل بوده‌اند و پادشاهی و بزرگی و عزت و احترام را خدا تعیین می‌کند نه خانواده و شغلی که آنها داشته‌اند. نادر پس از شنیدن این مباحثه، دستور به خفه کردن معترض و اهدا کردن یک کت و جامه گرانبها به میرزا عبدالرحیم (محمد رحیم) شیخ الاسلام می‌کند.
به این ترتیب شاه عباس سوم خلع شد و نادر در همان سال تاجگذاری کرد.
از دیگر شرکت کنندگان در این شورا، میرزا ابوتراب جد بزرگ محمدعلی فروغی بود که نمایندگی اصفهان را بر عهده داشت.
در اواخرِ سالِ ۱۱۴۸ ه‍.ق/۱۷۳۵ م، نادر احساس کرد که از طریقِ سلسله‌پیروزی‌هایش به اعتبارِ کافی دست یافته و موقعیتِ نظامیِ لازم را به‌اندازهٔ کافی تأمین کرده‌است که خود تاج و تخت را به‌دست گیرد. محمدکاظم مروی می‌گوید نادر در آغاز، اندیشه‌اش برای میل به پادشاهی را ابراز نمی‌کرد و حتی به نزدیک‌ترین دوستانش چیزی نگفت. تنها پس از جشنِ شکار در چول‌مغان، رازِ خویش را بر دوستانِ نزدیکش فاش کرد. او نیازِ ایران به یک فرمانروا را بیان کرد و اینکه او تنها کسی است که همه اطاعتش می‌کنند. دوستانش که شامل کسانی مانند تهماسب‌خان جلایر و حسنعلی معیرباشی می‌شدند، مخالفتی نکردند، اما حسنعلی نظری نداد. نادر خودش به آنان یادآوری کرد که در سنجش با بسیاری دیگر در ایران، تنها کسانی هستند که باید تسلیمِ زیاده‌رویِ او نشوند و تهماسب یا عباس سوم را بر او مقدم دارند. حسنعلی در پاسخِ نادر که از چراییِ سکوتش پرسید، گفت بهتر است با دعوت از همهٔ بزرگانِ کشور، سندی به مهر و امضا برسد تا آنگاه نادر با رضایتِ عمومی بر تخت نشیند. نادر تیزبینیِ او را ستود و چنین دستور داد. در تابستان ۱۱۴۸ ه‍.ق/۱۷۳۵ م، نادر به سراسرِ ایران رقم فرستاد و از حاکمان، رئیسان، قاضیان، عالمان، اشراف و اعیانِ ولایات خواست تا پس از اتمامِ کارِ بازگردانیِ ایروان به قلمرو ایران، برای سفر و شرکت در مجمعی در تبریز یا قزوین آماده شوند. اندکی بعد در پیام‌هایی، افراد را دقیقاً مشخص، و محلِ مجمع را دشتِ مُغان تعیین کرد. در شعبان ۱۱۴۸ ه‍.ق/ژانویهٔ ۱۷۳۶ م، او فرماندهانِ ارتش، حاکمان، اشراف، علما و رهبرانِ عشایری را از سراسرِ قلمرو صفویه در محوطهٔ وسیعی از دشت مغان گردآورد. در مغان نزدیک به یک ماه از دعوت‌شدگان پذیرایی شد. از بزرگان — شاید حدود ۲۰٬۰۰۰ نفر و ازجمله فرستادهٔ عثمانی، گنجعلی پاشا — مطلع شدند که نادر پس از آزادسازیِ ایران آرزو دارد که در خراسان بازنشسته شود و آنان آزاد بودند که یک صفوی را برای حکومت بر آنان انتخاب کنند. البته همه اعتراض کردند که فقط نادر باید شاه‌شان باشد. گفته می‌شود هنگامی‌که نادر شنید میرزا ابُوالْحسن روحانی اظهار داشت که «همه برای سلسلهٔ صفویه هستند»، آن روحانی را دستگیر و روز بعد خفه کرده‌است. سرانِ قوم از او خواستند تا حکومت را بپذیرد. در پاسخ نادر اعلام کرد که سه شرط دارد و از دعوت‌شدگان خواسته شد تا پس از مرگِ نادر، جانشینانش به‌رسمیت شناخته و اطاعت شوند و به آنان خیانت نشود. در ۲۱ شوال ۱۱۴۸ ه‍.ق/۵ مارس ۱۷۳۶، عالی‌ترین اعضای دعوت‌شدگان در حضورِ نادر جمع شدند و از او خواستند تا پادشاهی را بپذیرد. نادر مجدداً ابتدا از پذیرش خودداری کرد اما سرانجام پذیرفت. پس از چند روز جلسات، مجمعْ نادر را به‌عنوان پادشاهِ قانونی اعلام کرد. شاهِ تازه‌منصوب سخنرانی کرد تا از تصمیمِ حاضران قدردانی کند. وی اعلام کرد که به‌محضِ رسیدن به پادشاهی، بعضی از اعمالِ دینی را که توسط شاه اسماعیل یکم (حک. ۱۵۰۱–۱۰۲۴ م) پایه‌گذاری شده بودند و ایران را به بی‌نظمی فرو می‌بردند، متروک می‌کند، مانند سَبِّ سه خلیفهٔ اول، ابوبکر، عمر و عثمان، که به‌اصطلاحِ سنی‌ها «خُلَفای راشِدین» خوانده شدند، و رَفْض (انکار حق آنها برای اداره جامعه مسلمانان). نادر تصریح کرد که شیعه دوازده‌امامی به‌افتخارِ امام ششم، جعفر صادق به‌عنوان «مذهب جعفری» شناخته می‌شود که به‌عنوانِ مرجعِ اصلیِ آن دانسته می‌شود. نادر خواست که با این مذهب دقیقاً مانند چهار مذهبِ اهل سنت که به‌طورِ سنتی به رسمیت شناخته شده‌اند، رفتار شود. همهٔ افرادِ حاضر در مغان موظف بودند سندی را امضا کنند که حاکی از توافق‌شان با نظراتِ نادر بود. درست پیش از مراسمِ تاجگذاریِ رسمی‌اش در ۸ مارس ۱۷۳۶ م، نادر ۵ شرط برای صلح با امپراتوریِ عثمانی مشخص کرد، بیشترین چیزی که او در طی ده سالِ آینده به جستجویش ادامه داد. آن‌ها عبارت بودند از:
1. به‌رسمیت شناختنِ مذهبِ جعفری به‌عنوان پنجمین مذهبِ رسمیِ اسلامِ سنی؛
2. تعیینِ مکانِ رسمیِ (رُکْن) برای یک امامِ جعفری در صحنِ کعبه مشابهِ مذاهبِ اهل سنت؛
3. انتصابِ یک رهبرِ زیارتیِ ایرانی (امیرُالْحاجِّ) به‌طور مساوی با رهبران سوریه و مصر در زیارتِ سالانهٔ حَجّ؛
4. تبادلِ سفیرانِ دائم بین نادر و سلطان عثمانی؛
5. تبادلِ اسیرانِ جنگی و ممنوعیتِ فروش یا خریدشان.

در عوض، شاهِ جدید قول داد که شیعیان را از انجامِ اعمالِ ناشایست در قبالِ اهل سنتِ عثمانی منع کند. سه روز بعد در ۲۴ شوال/۸ مارس، موافقت‌نامه‌ای دربردارندهٔ شروط نادر تنظیم شد و سه روز زمان برد تا همهٔ نمایندگان آن را امضا و مهر کنند. نادرشاه رسماً در ۲۴ شوال ۱۱۴۸ ه‍.ق/۸ مارس ۱۷۳۶ م بر تخت سلطنت نشست.
گزارش اجتماع دشت مغان را خلیفه یا (کاتولیکس) ارمنی کلیسای معروف اچمیادزین یا اوچ کلیسا، که خود به دعوت نادر در آنجا حضور داشته است، در کتاب «تاریخ من و نادر، شاه ایران» به تفصیل بیان کرده است، چنین شرح می‌دهد: «روز جمعه ۴ شوال ۱۱۴۸/ ۱۷ فوریه ۱۷۳۶ پنج ساعت از روز گذشته، باز تمام مدعوین دشت مغان به حضور نادر باریافتند و همان روز نادر جمعی از خان‌ها و حکام ولایات را به ناهار بر سر سفره خود دعوت کرد و باز در رد مقام سلطنت اصرار ورزیده و گفت: دیگری را انتخاب کنید، کسی را که برای حکومت بر شما و مملکت لیاقت داشته باشد من را آزاد بگذارید که به خراسان روم و در قلعه خود گوشه گیری اختیار کنم. زیرا پس از این توانائی لشکر کشی و جنگ ندارم ولی چون بزرگان ایران اصرار فراوان کردند بالاخره راضی شد که ملت و مملکت ایران را تنها نگذارد. اما چون بسیار باهوش بود گفت: حال که اصرار می‌کنید باید متوجه این نکته نیز باشید که بسیاری از مردم از من متنفرند و شاید حق هم داشته باشند، زیرا که من خانه‌های بسیار ویران کرده، مردم بسیار کشته، اموال فراوان ضبط کرده و بسیاری از اشخاص توانگر را به روز سیاه نشانده‌ام. بگذارید که ایران پس از این مصیبت‌ها یک چند نفسی به راحت برآورد! سران قوم گفتند: آنچه ولینعمت، میفرماید راست است، ولی این کارها لازمه کسب قدرت و افتخار نظامی است. اگر ولینعمت در برابر مخالفان ایران اراده و قدرت نشان نمی‌داد، چگونه می‌توانست به چنین کارهای بزرگ نائل گردد؟ ما از خدا می‌خواهیم که آنچه کرده‌ای از نو آغاز کنی و اکنون که خداوند زمام حکومت ایران را در کف باکفایت تو نهاده وظیفه ما نیز این است که فرمان تو را گردن نهیم. کسی که امر تو را اطاعت نکند سزاوار محکومیت و مجازات است و آنکه مطیع فرمان تو باشد شایسته پاداش و افتخار است و اگر جز این باشد کار حکومت دشوار خواهد گشت. و پس از این بیانات خان تسلیم شد و به سلطنت رضا داد».
نادرشاه تلاش کرد تا مشروعیتِ دینی و سیاسی را در ایران در سطوحِ سمبولیک و حقیقی تعریف کند. یکی از نخستین کارهایش به‌عنوان شاه، مرسوم کردنِ یک کلاهِ چهار قلّه — به‌طور ضمنی ارج نهادن به چهار خلیفهٔ سنی «خلفای راشدین» — بود، که به‌عنوان «کلاهِ نادری» معروف شد و جایگزینِ کلاه‌عمامهٔ قزلباش شد که با دوازده تَرک — برگرفته از دوازده امامِ شیعه — ساخته می‌شد. به‌زودی پس از تاج‌گذاری، سفیری به سلطان عثمانی، محمود یکم (حک. ‎۱۷۳۰–۱۷۵۴ م) همراه با نامه‌هایی فرستاد که در آن، او منظورش از «مذهبِ جعفری» را توضیح می‌داد و ریشه‌های ترکمانِ خود و عثمانی‌ها را به‌عنوان پایه‌ای برای توسعهٔ روابطِ نزدیک یاد می‌کرد. در طی این مذاکره و متعاقبش، عثمانی‌ها تمام پیشنهادهای مربوط به مذهب جعفریِ نادرشاه را نادیده گرفتند اما سرانجام با خواسته‌های نادرشاه در مورد به‌رسمیت شناختنِ یک امیرالحاجِّ ایرانی و مبادلهٔ سفیران و زندانیانِ جنگ موافقت کردند. این مطالبات به موازاتِ مفادِ یک سلسلهٔ طولانی از توافق‌های عثمانی و صفوی بود، به‌ویژه توافق‌نامه‌ای که در سال ۱۱۴۰ ه‍.ق/۱۷۲۷ م منعقد شد اما هرگز میانِ سلطان عثمانی و اشرف، حاکمِ غل‌زاییِ افغانِ ایران، امضا نشد. در پایان مذاکراتِ ۱۱۴۸ ه‍.ق/۱۷۳۶ م، هر دو طرف سندی را تصویب کردند که تنها به مسائلِ کاروانِ زیارتیِ حج، سفیران و زندانیان به‌خاطر عدم توافق دربارهٔ موضوعِ مذهب جعفری اشاره شده بود. اگرچه در آن زمان هیچ معاهدهٔ صلحِ واقعی به امضا نرسید، پذیرشِ متقابلِ این موادِ دیگر، مبنای آتش‌بسی کاری شد که چندین سال به طول انجامید. نادرشاه که از راهِ قزوین به پیش‌روی‌اش در جنوب می‌پرداخت، شورشی طرفدارِ صفویه در میان بختیاری‌ها را فرونشاند و زمستان را در اصفهان گذراند. تهماسب و پسرانش در سبزوار زندانی شدند.